# Antoine de Caunes

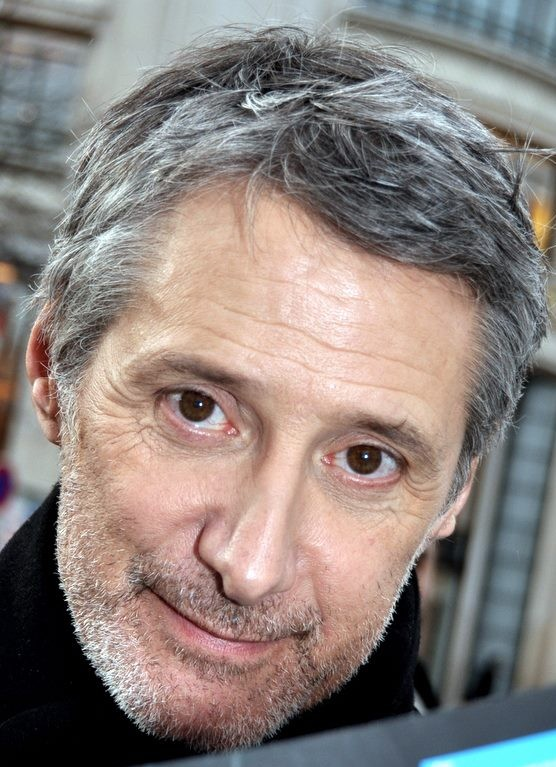
Antoine de Caunes, 2013

Antoine de Caunes (* 1. Dezember 1953 in Boulogne-Billancourt bei Paris, Frankreich) ist ein französischer TV-Moderator, Schauspieler, Schriftsteller und Filmregisseur.

## Fernsehkarriere
De Caunes wurde als Sohn des Fernseh- und Radiomoderators Georges de Caunes und der Fernsehmoderatorin Jacqueline Joubert geboren. Unter dem Pseudonym Paul Persavon begann er, für Zeichentrickfilme des öffentlich-rechtlichen Senders Antenne 2 Titelsongs zu schreiben. Von 1978 bis 1981 präsentierte er zusammen mit dem Co-Moderator Jacky (Jacques Jakubowicz) die Musiksendung Chorus, in der sie dem französischen Publikum unter anderem die Gruppe Kraftwerk vorstellten. Seinen Durchbruch als Komiker erzielte de Caunes mit der Unterhaltungssendung Nulle part ailleurs (1987–2001) des privaten Senders Canal+, in der er bis 1995 als Präsentator auftrat. Beim englischsprachigen Publikum wurde er 1988 bis 1992 als Präsentator der TV-Show Rapido bekannt; die Show des Senders BBC Two wurde in mehr als 14 Ländern ausgestrahlt. De Caunes’ Bekanntheit steigerte das halbstündige TV-Magazin Eurotrash, das er zusammen mit dem Modeschöpfer Jean-Paul Gaultier moderierte. Markenzeichen dieser Sendung war eine ironische, in starkem französischen Akzent vorgetragene Moderation zu Beiträgen, die europäische Popkultur, Lebensart und Trash zum Inhalt hatten. Mit 16 Serien und 153 Episoden, die der Sender Channel 4 zwischen 1993 und 2007 ausstrahlte, zählt das Produkt zu den langlebigsten Late-Night-Unterhaltungsshows des britischen Fernsehens. Kultstatus erlangte darin insbesondere das pseudojournalistische Feature Naked German of the Week mit dem Model Victoria Silvstedt, in dem Akteure der deutschen Freikörperkultur vorgestellt wurden. 2013 präsentierte de Caunes zum neunten Mal die Sendung zur Verleihung des nationalen Filmpreises Frankreichs, den César. Seit 2013 moderiert er die Talkshow Le Grand Journal im Canal+.

## Schauspielerei
Als Schauspieler wirkte de Caunes von 1989 bis 2009. Im Film Männer sind auch nur Frauen (1998) spielte er die Hauptrolle des schwulen jüdischen Klarinettisten Simon Eskanazy. In Claude Chabrols Die Farbe der Lüge (1999) spielte er den arroganten TV-Journalisten Germain-Roland Desmot. Im französischen TV-Drama Die Liebenden von Cayenne (2004) verkörperte er den Journalisten Albert Londres (1884–1932).

## Regie
Als Regisseur trat de Caunes besonders durch Monsieur N. in Erscheinung, einen 2003 erschienenen britisch-französischen Spielfilm, in dem die Exiljahre Napoleon Bonapartes (dargestellt durch Philippe Torreton) auf St. Helena geschildert wurden. Mediale Beachtung fand auch seine Filmkomödie Wir verstehen uns wunderbar (2006), die 2008 in deutschen Kinos anlief.

## Privatleben
De Caunes wurde mit Gaëlle Royer Vater der Schauspielerin Emma de Caunes. 1997 bis 2005 war er Partner der Schauspielerin Elsa Zylberstein. Im Mai 2007 heiratete er Daphné Roulier, mit der er seit 2008 den Sohn Jules hat.